# Cernuella metabola
Cernuella metabola is een slakkensoort uit de familie van de Hygromiidae. De wetenschappelijke naam van de soort is voor het eerst geldig gepubliceerd in 1889 door Westerlund.